# Negocjacje zbiorowe
Negocjacje zbiorowe – proces negocjacji między pracodawcami a grupą pracowników, którego celem jest zawarcie umów regulujących wynagrodzenia pracownicze, warunki pracy, świadczenia i inne aspekty wynagrodzeń i praw pracowniczych. Interesy pracowników są przeważnie prezentowane przez przedstawicieli związku zawodowego, do którego należą pracownicy. Układy zbiorowe osiągnięte w wyniku tych negocjacji zwykle określają stawki płac, godziny pracy, szkolenia, BHP, nadgodziny, mechanizmy składania skarg oraz prawa do uczestniczenia w pracy lub sprawach firmy. 
Najczęstszą formą negocjacji zbiorowych są rokowania na szczeblu przedsiębiorstwa, mogą być też prowadzone na poziomie branży, działu gospodarki lub ogólnokrajowym. W Polsce porozumienie obejmujące swoim zakresem więcej, niż jedno przedsiębiorstwo przybiera formę ponadzakładowego układu zbiorowego pracy. Układ zbiorowy funkcjonuje jako wewnętrzny akt normatywny między pracodawcą a jednym lub kilkoma związkami zawodowymi. Negocjacje zbiorowe składają się z procesu negocjacji pomiędzy przedstawicielami związku a pracodawcami (na ogół reprezentowanymi przez kierownictwo lub, w niektórych krajach, takich jak Austria, Szwecja i Holandia, przez organizację pracodawców) w odniesieniu do warunków zatrudnienia pracowników, takich jak wynagrodzenie, godziny pracy, warunki pracy, procedury rozpatrywania skarg oraz o prawach i obowiązkach związków zawodowych.

## Najważniejsze zagadnienia podejmowane przez negocjacje zbiorowe
- płace
- czas pracy
- bezpieczeństwo i higiena pracy
- ochrona praw pracowników